# Balclutha nigriventris
Balclutha nigriventris är en insektsart som beskrevs av Knight och Webb 1988. Balclutha nigriventris ingår i släktet Balclutha och familjen dvärgstritar. Inga underarter finns listade i Catalogue of Life.